# Pekka Paikkari

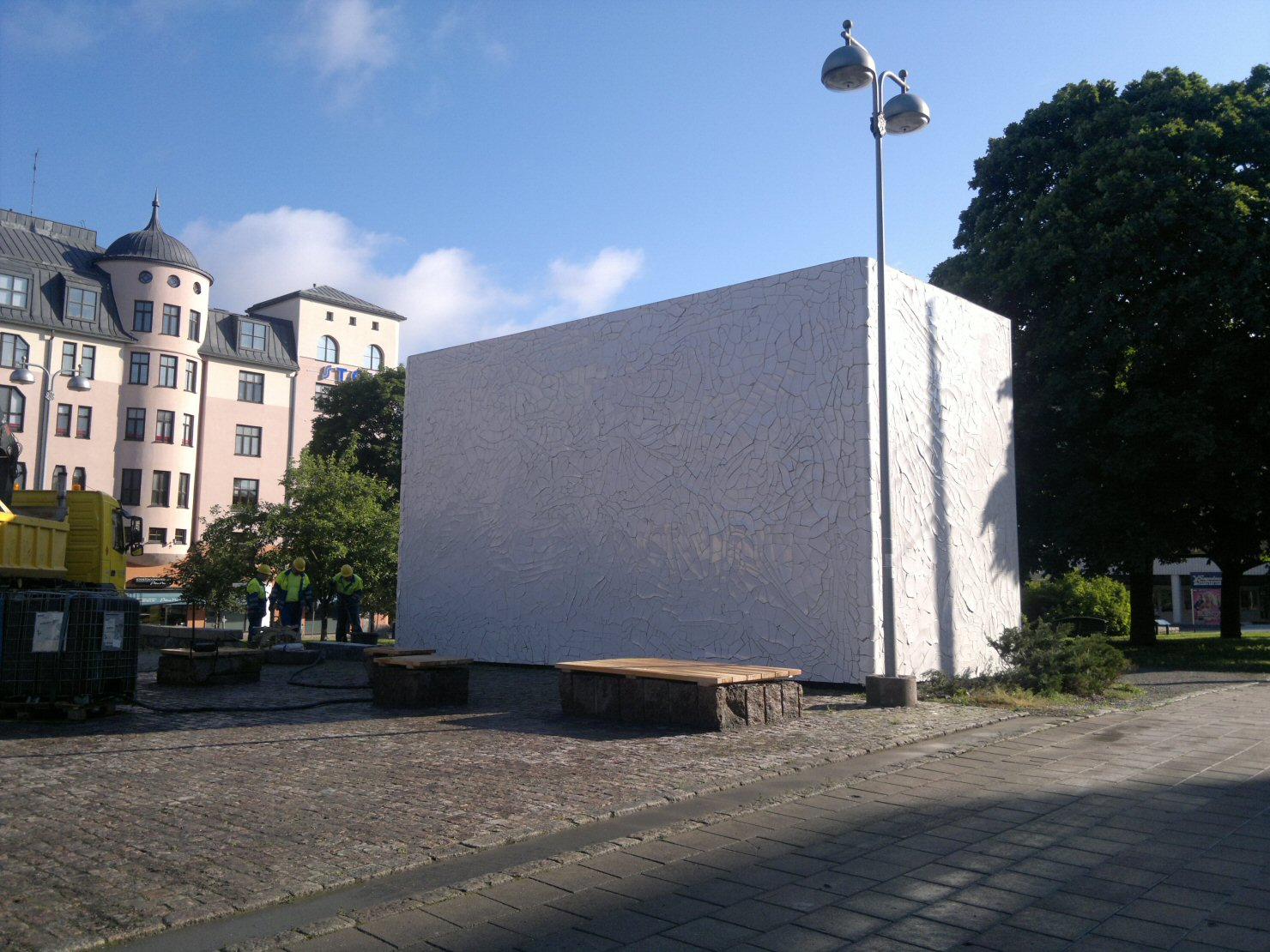
Puutori Iglo i Åbo 2011.

Pekka Paikkari, född 6 september 1960 i Somero i Finland, är en finländsk tecknare, skulptör och keramisk formgivare.
Pekka Paikkari utbildade sig 1977–1978 på folkhögskolan Oriveden opisto i Orivesi och 1978–1983 på Käsityökoulu i Kuopio, nuvarande Savolax yrkeshögskola. Senare har han också studerat management inom kulturell produktion på Åbo yrkeshögskola, i Åbo 2000–2003. 
Han har arbetat i eller för Arabia i Helsingfors sedan 1983. Åren 2001–2004 var han lärare på keramik- och glasavdelningen på Aalto-universitetets högskola för konst, design och arkitektur i Helsingfors.

## Offentliga verk i urval
- 1998 Formar, Leppävirta, Finland
- 2003 Ugnen, Kankaanpää, Finland
- 2005 Gekko, bussterminal i Helsingfors (tillsammans med Kati Tuominen-Niittylä och Kristina Riska
- 2005 Fragment,  4 × 4,5 meter, Sakarinmäki-skolan i Sibbo, Finland
- 2006 Cataracta, fasad på  350 kvadratmeter i keramik och stål, seniorboendehus i Helsingfors, ritat av Kirsti Sivén
- 2011 Puutori Iglu, skulptur i 80 kvadratmeter porslin, på Vedtorget i Åbo, 2011